# Regia Fabbrica di Porcellana di Copenaghen

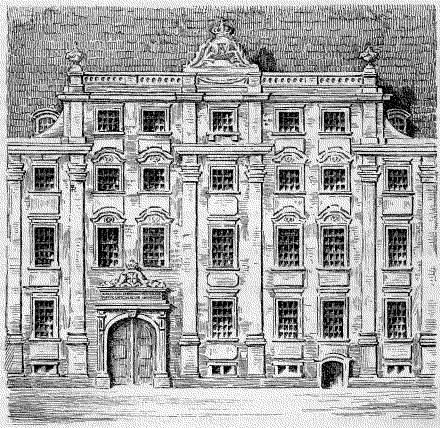
L'edificio della manifattura reale a Copenaghen

La Regia Fabbrica di Porcellana (in danese: Den Kongelige Porcelænsfabrik, internazionalmente nota con il marchio Royal Copenhagen) è una manifattura di porcellane fondata a Copenaghen nel 1775. I suoi prodotti sono contraddistinti dal suo marchio di fabbrica: le tre linee ondulate sovrapposte, che rappresentano i tre stretti di mare della Danimarca: Øresund, il Grande Belt e il Piccolo Belt.

## Storia

### L'età dell'Assolutismo

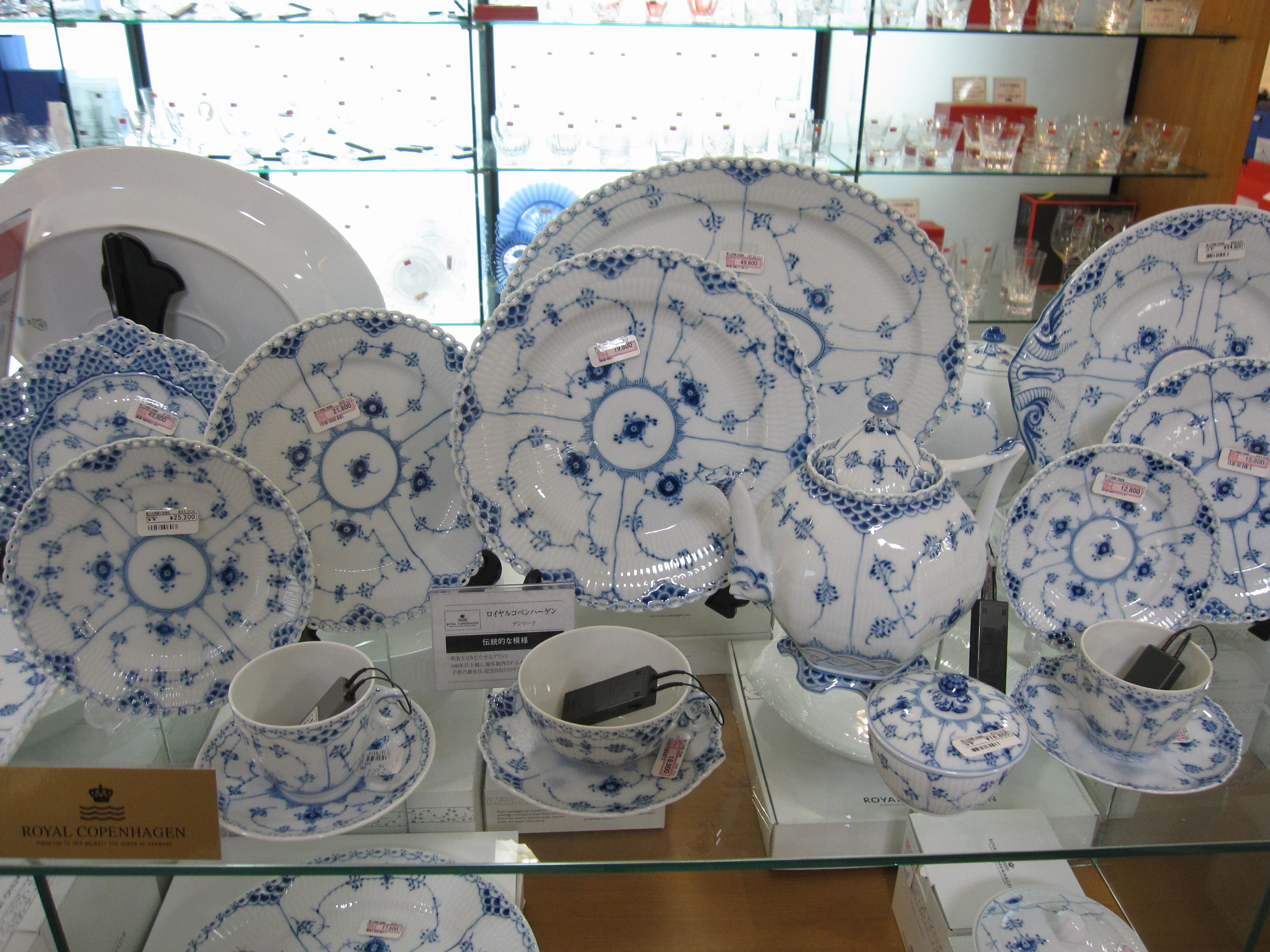
Servizio da tavola "Musselmalet"

A partire dal XVII secolo gli Europei erano affascinati dalle porcellane bianche e blu importate dalla Cina durante la dinastia Ming e Qing ma i Danesi dovettero scoprire da soli come produrre l'"oro bianco" per il quale andavano matti.
La manifattura fu fondata nel 1775 dal farmacista e arcanista Frantz Heinrich Müller che aveva ottenuto un privilegio cinquantennale per la fabbricazione della porcellana sotto la protezione della regina madre Giuliana Maria di Brunswick-Lüneburg. Il fratello maggiore della regina madre era il duca Carlo I di Brunswick-Wolfenbüttel (1713-80) che aveva fondato la manifattura di Fürstenberg e da questa fabbrica vennero a Copenaghen l'ingegnere minerario J.G. von Langen ed il modellatore A.C. Luplau. La fabbrica aveva sede a Copenaghen e vi rimase fino al 1801, tuttavia la materia prima veniva importata da Bordeaux e poi da Saint-Yrieix-la-Perche nel Limosino. I primi pezzi prodotti furono servizi da pranzo per la Corte. 

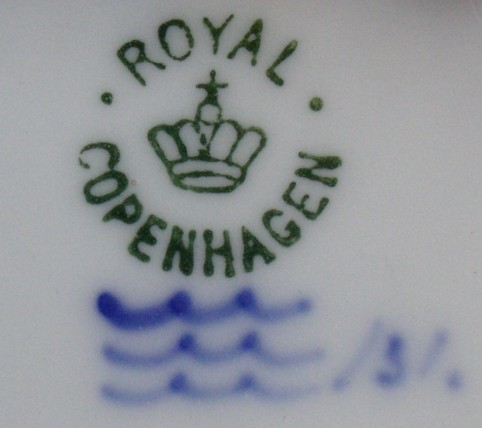
Marchio di fabbrica (1917)

Già nel 1779 la fabbrica si trovò in difficoltà finanziarie e fu rilevata dal re Cristiano VII di Danimarca e conseguentemente assunse il nome di "Regia fabbrica di porcellane".  Lo stile di quest'epoca era barocco, come quello di Fürstenberg.
Le decorazioni si orientarono al solo uso del blu cobalto, con uno stile copiato quasi integralmente dalle preziose porcellane di Meißen. Questo decoro caratteristico venne chiamato Musselmalet (in inglese: Blue Fluted) e sarà distintivo di tutta la successiva produzione danese. Il Musselmalet è un decoro a modello di stile floreale, esile, dallo sviluppo vagamente geometrico e spiraliforme, che ricorda le volute della filigrana. Si sviluppa sempre e comunque in blu cobalto su fondo bianco.
Il Blue Flute si modificherà diverse volte nel tempo sino a giungere ai giorni nostri dove troviamo il Blue Fluted Plain, il Blue Fluted Half Lace e il Blue Fluted Full Lace. Particolarmente famoso sarà la reinterpretazione che l'architetto Arnold Krog ne fece nel 1913.
Ultimo della famiglia, il Blue Fluted Mega, fu introdotto nel 2002 dalla designer Karen Kjaeldgård-Larsen. Il Blue Fluted è ancora oggi rigorosamente dipinto a mano e per ogni pezzo si rendono necessarie circa 1000 minute e minuziose pennellate.
Sebbene la porcellana danese fosse caratterizzata dall'intensivo uso del blu cobalto, questa non fu una scelta esclusiva. Una delle opere più famose di quel primo periodo fu, infatti, in smalti policromi e oro: è il servizio Flora Danica.
Nel 1790 la manifattura iniziò la realizzazione del famoso servizio Flora Danica commissionato dalla famiglia reale danese come dono per l'imperatrice Caterina II di Russia, appassionata collezionista di porcellane.
Il servizio, monumentale doveva consistere in 2500 pezzi, uno diverso dall'altro, e perciò richiese anni di lavorazione. L'artistà che vi dedicò gran parte della vita fu Johann Christoph Bayer che modellò a mano i 1802 pezzi del servizio, per poi decorarli con bordi dorati e disegni della flora danese tratti dalle illustrazioni della Flora Danica, ovvero l'Enciclopedia Botanica Danese. Nel 1802 il re ordinò di cessare l'opera: ne erano stati realizzati "soltanto" 1600 pezzi. L'opera non venne mai realmente consegnate in Russia e venne infine donata per il matrimonio della Principessa Alessandra di Danimarca con il futuro Edoardo VII di Inghilterra nel 1863. Resta comunque il più numeroso servizio mai realizzato da una manifattura di porcellane. 
Flora Danica è oggi uno stile ben preciso, ancora oggi modellato e decorato a mano nella fabbrica della Royal Copenhagen.

### L'età del Liberalesimo
Abolita la monarchia assoluta nel 1849 si aprirono prospettive di mercato libero. 
La Fabbrica partecipò all'Esposizione universale di Londra del 1851. 
Nel 1853 lo scultore della Manifattura Frederik Vilhelm Grøndahl decise di fondare una fabbrica di porcellana propria e si associò con i fratelli Meier Herman e Jacob Herman Bing, commercianti in Copenaghen. La produzione di focalizzò su quanto il mercato richiedeva:  figure in bisquit dell'emergente artista Bertel Thorvaldsen. Nacque così, il 19 aprile, Bing & Grøndahl.
Nel 1868, nell'ambito di una privatizzazione delle manifatture reali, anche la Royal Copenhagen fu privatizzata e nel 1882 fu comprata dalla fabbrica di ceramiche Aluminia. Conseguentemente la produzione fu spostata nella moderna fabbrica dell'Aluminia a Frederiksberg, alla periferia di Copenaghen.
La Fabbrica di Copenaghen vinse il Grand Prix all'Esposizione universale di Parigi del 1889 e ciò diede notorietà internazionale alla manifattura, che raggiunse il suo apice quando lo Zar Alessandro III acquistò svariati pezzi, oggi esposti in San Pietroburgo. Nel 1890 la Royal Copenhagen aprì un primo negozio a Parigi, cui seguirà, nel 1897 un altro punto vendita in Old Bond Street, a Londra.
Tradizionalmente nell'Europa settentrionale i padroni per Natale regalavano ai servi dolci e biscotti serviti su di un piatto di legno o metallo. Nel 1895 iniziò una serie che ebbe una enorme fortuna: Hallin, artista di punta della Bing & Grøndahl realizzò il suo primo piatto di Natale di porcellana con l'anno in rilievo e ha continuato a farlo ogni anno. Nel 1908 anche la Royal Copenhagen seguì l'esempio.
Fu subito (ed è ancora) tipico della porcellana danese l'avere applicato lo smalto prima della cottura e non dopo. In tal modo fu possibile saltare il passaggio della seconda cottura a 1400º. Questa tecnica di presmaltatura è nota come underglaze e conferì un carattere distintivo alla produzione artistica danese.
In questa particolare applicazione della tecnica, lo smalto viene steso in strati leggeri successivi, in modo molto simile a quanto avviene nell'acquerello. Il colore acquista sfumature tenui e pattern particolari.
Questa tecnica, si unì a lievi decori in rilievo, a trafori leggeri e a un gusto orientato a paesaggi, marine e figurine animali. Un esempio molto noto di questo stile è il "Servizio dei Gabbiani", detto anche Servizio Nazionale Danese, opera di gusto delicato, tipicamente Art Nouveau della pittrice Fanny Garde.

## Royal Copenhagen

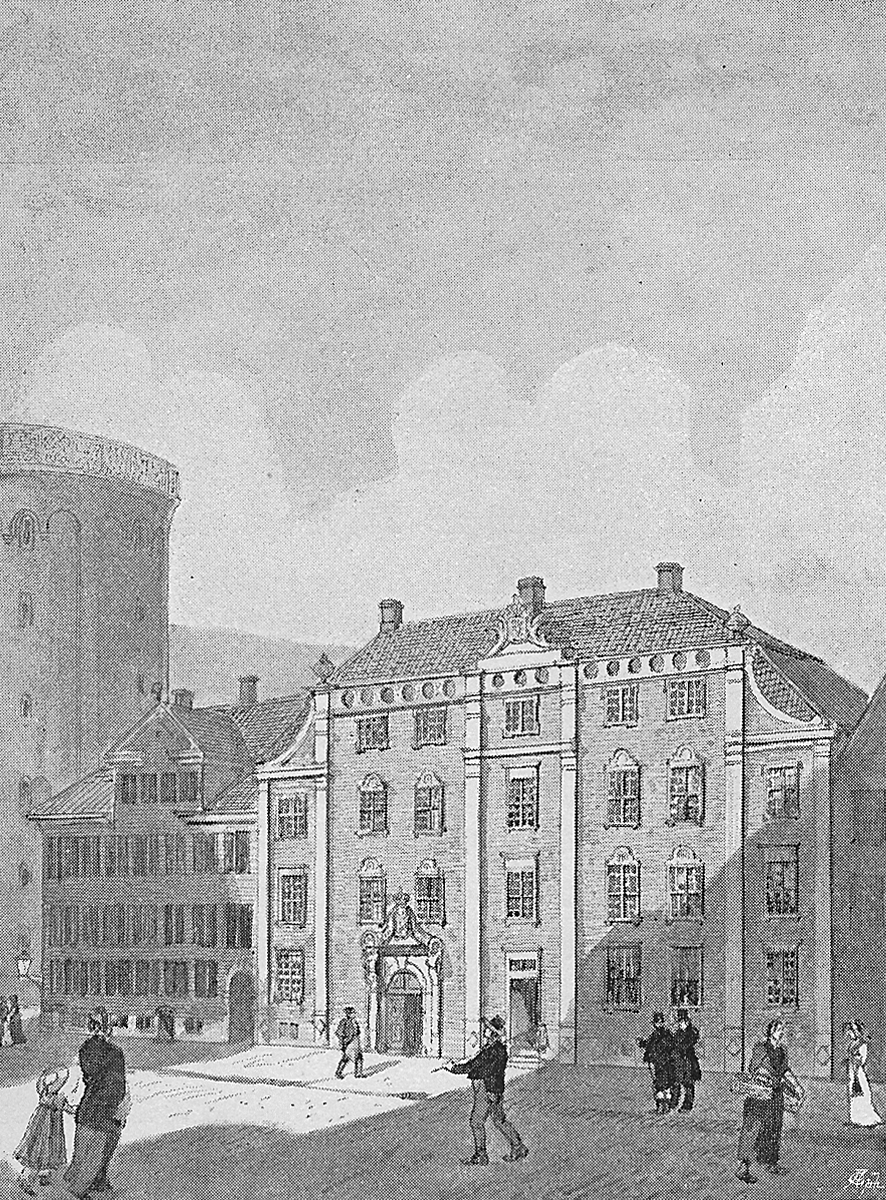
La manifattura di Copenaghen nel XIX secolo

La Royal Copenhagen nacque nel 1985 dalla fusione de Den kongelige Porcelainsfabrik A/S (che nel 1972 aveva acquisito la Georg Jensen) con la fabbrica di vetrerie Holmegaards Glasværker A/S. la società che ne è nata si è a sua volta fusa con Bing & Grøndahl nel 1987.
Il fondo d'investimento danese Axcel ha ceduto la proprietà al gruppo finlandese Fiskars nel 2012. 
Dal 2013 la produzione è stata spostata in Thailandia eccetto il servizio Flora Danica che continua ad essere fabbricato in Danimarca